# Tarquinia (fille de Tarquin l'Ancien)
Pour les articles homonymes, voir Tarquinia.
Tarquinia est une princesse romaine d'origine étrusque. Elle est la fille du roi Tarquin l'Ancien, roi de Rome, et épouse le noble Marcus Junius Brutus. Ils ont ensemble deux fils :
- Marcus Junius Brutus, assassiné, vraisemblablement en 509 av. J.-C.
- Lucius Junius Brutus, fondateur de la République romaine et consul en 509 av. J.-C., décédé la même année.

Tarquinia (à ne pas confondre avec la ville italienne du même nom, dont sont issus les Tarquins) est considérée comme l'un des ancêtres de la gens romaine des Junii.